# 坎帕拉區
坎帕拉區是非洲中部國家烏干達的111個區之一，由中部區負責管轄，首府是坎帕拉，海拔高度1,200米，使用的語言有盧干達語、英語和斯瓦希里語，2011年人口估計為1,659,600。

## 外部連結
- Website of Kampala City Council[永久]